# Qualitätswettbewerb
Der Qualitätswettbewerb (oder Qualitätskonkurrenz) ist in der Wirtschaft ein Wettbewerb, bei dem Anbieter auf einem relevanten Markt die Produkt- oder Dienstleistungsqualität als Aktionsparameter einsetzen. Pendant ist der Preiswettbewerb.

## Allgemeines
Qualitätsunterschiede und Qualitätsänderungen können Wettbewerbselemente darstellen. Beim Qualitätswettbewerb sollen die Leistungen des Anbieters möglichst genau der Kundenerwartung der jeweiligen Zielgruppe entsprechen. Der Begriff der Qualität wird sehr weit gefasst und bezieht alle qualitativen Elemente eines Produkts oder einer Dienstleistung ein wie Abmessungen, Aussehen, Farbe, Gestalt, Verpackung oder Kundennutzen. Abbott ging davon aus, dass auch die Werbung zum Qualitätswettbewerb gehöre. Nicht zur Qualität zählen
Lieferzeiten sowie Lieferungs- und Zahlungsbedingungen.

## Geschichte
Adam Smith bezog 1776 den Wettbewerb noch ausschließlich auf die Preiskomponente.
Henry L. Moore ging 1906 davon aus, dass Güter gleicher Qualität einen einheitlichen Preis haben müssten. Joseph Schumpeter bestritt 1926, dass die Qualitätsvariation der Hersteller lediglich ein Anpassungsvorgang ist, sondern betonte, dass sie von den Herstellern ausginge. Erst Edward Hastings Chamberlin führte 1933 die Qualität der Güter als Begriff im Zusammenhang mit dem Wettbewerb ein. Leonhard Miksch war einer der ersten, die sich ab 1938 systematisch mit dem Qualitätswettbewerb befassten. John Maurice Clark sah 1948 den Qualitätswettbewerb als eine Form des Wettbewerbs, die dem Käufer die Auswahl zwischen unterschiedlichen Qualitäten ermöglicht. Helmut Arndt wies 1952 darauf hin, dass Unternehmen mit verbesserten Produktqualitäten als „Bahnbrecher“ zu beurteilen sind, deren Pioniergewinne als „dem Spiel des Wettbewerbs ebenso adäquat“ anzusehen seien. Erich Gutenberg befasste sich mit der Produktgestaltung, ging jedoch auf den Qualitätswettbewerb nicht ein.

## Arten
Unterschieden wird zwischen horizontalem und vertikalem Qualitätswettbewerb:
- Horizontaler Qualitätswettbewerb beruht auf den persönlichen Präferenzen der Käufer. Ein Gleichgewicht der Produktqualitäten ist erreicht, wenn die Produkte von äquidistanter Qualität sind.
- Vertikaler Qualitätswettbewerb ist dadurch gekennzeichnet, dass die meisten Käufer ein Produkt im Vergleich zu einem anderen als qualitativ überlegen ansehen. Die Qualität bewegt sich aufwärts von der niedrigen zur höheren Qualität.

Für Abbott kann horizontaler Qualitätswettbewerb ohne Kostenveränderungen vorgenommen werden, vertikaler führt dagegen zu Kostenveränderungen. Nach anderer Ansicht wird beim vertikalen Qualitätswettbewerb ein altes Produkt durch ein neues oder das unmoderne durch ein modernes verdrängt.
Eine negative Art des Qualitätswettbewerbs ist die Verschlechterung der Qualität durch die geplante Obsoleszenz, bei der die Nutzungsdauer eines Produktes vom Hersteller bewusst verringert wird, um beim Käufer die Verbrauchsintensität durch vorzeitige Ersatzkäufe zu erhöhen.

## Formen
Der Qualitätswettbewerb kann einerseits durch die qualitative Veränderung (Verbesserung oder Verschlechterung) bestehender Produkte und andererseits durch Produktentwicklung und Produktinnovation (Finanzinnovation) stattfinden. Wichtige Komponenten sind die Produktdifferenzierung und Produktvariation.
|                      | Preiswettbewerb   | Qualitätswettbewerb                       |
| -------------------- | ----------------- | ----------------------------------------- |
| Aktionsparameter     | Preis             | Produktqualität / Dienstleistungsqualität |
| Wettbewerbsstrategie | Preisführerschaft | Qualitätsführerschaft                     |

Als Wettbewerbsstrategie kann Preisführerschaft oder Qualitätsführerschaft angestrebt werden. Preisstrategie ist das Streben von Anbietern, mit einem günstigen Preis-Leistungs-Verhältnis vor anderen Anbietern bei den Nachfragern zum Verkaufserfolg zu kommen.

## Qualitätswettbewerb je nach Marktform
Im Monopol ist jeder Wettbewerb ausgeschlossen, auch der Qualitätswettbewerb. Im Duopol bieten zwei Unternehmen je ein Produkt mit einer anderen objektiven Produktqualität an. Je mehr die Wahlmöglichkeiten zwischen unterschiedlichen Güterqualitäten eingeschränkt werden, desto stärker nimmt die Funktionsfähigkeit des Wettbewerbs ab. Im Oligopol wird der Qualitätswettbewerb auch als vertikale Preisdifferenzierung bezeichnet, weil unterschiedliche Qualitätsklassen auf eigenen Marktsegmenten angeboten werden.

## Servicewettbewerb
Als Servicewettbewerb werden Dienstleistungen eines Herstellers oder Händlers angesehen, die er seinem Kunden entweder im Zusammenhang mit dem Verkauf eines Produktes oder unabhängig davon als eigene Leistung anbietet wie Beratung, Gewährleistung oder Kundendienst. Durch Liefertreue, Termintreue, Freundlichkeit der Mitarbeiter, Zuverlässigkeit bei Zusagen, Verfügbarkeit der Waren, große Auswahl, Kulanz usw. können Vorteile im Qualitätswettbewerb und eine hohe Kundenbindung hergestellt werden.

## Wirtschaftliche Aspekte
Durch Qualitätswettbewerb wird die Homogenität der Güter aufgehoben, denn Käufer entscheiden sich nicht nur nach dem Preis und haben sachliche Präferenzen, die für heterogene Güter typisch sind. Deshalb kann Qualitätswettbewerb nur auf unvollkommenen Märkten stattfinden. In der Massenproduktion werden Produkte auch qualitativ vereinheitlicht, wodurch wieder eine Homogenisierung der Produkte eintritt.
In der Umformulierung besagt das Greshamsche Gesetz, dass Güter mit geringer Produktqualität die Güter mit höherer Produktqualität vom Markt verdrängen, weil den Nachfragern die vollständige Markttransparenz fehlt und die Anbieter sich wegen ihres Gewinnmaximierungsziels an geringere Qualität der Konkurrenz anpassen.
Ein vorstoßender Qualitätswettbewerb ist umso wahrscheinlicher, je größer die preispolitische Interdependenz der Marktteilnehmer ist; im Polypol ist Qualitätswettbewerb deshalb weniger zu erwarten als im Oligopol. Sind die Qualitätsanforderungen der Nachfrager recht einheitlich und ist die Qualität sehr transparent, so kann der innovatorische Qualitätswettbewerb zum Verdrängungswettbewerb von Konkurrenten führen. Im Hinblick auf die größeren Verzögerungseffekte in der Anpassung an Qualitätsänderungen der Konkurrenz gehen auf Qualitätsvorsprüngen beruhende Pioniergewinne nicht so schnell verloren wie beim Preiswettbewerb, so dass Unternehmen den Qualitätswettbewerb bevorzugen. Denn es ist generell davon auszugehen, dass den Konkurrenten die Aktionsmöglichkeiten erst im Laufe der Zeit zuwachsen und nicht wie im Preiswettbewerb sofort verfügbar sind.
Qualitätswettbewerb erfordert ein besonderes Qualitätsmanagement, bei dem insbesondere auf Qualitätskontrolle und Qualitätssicherung geachtet wird.